# Na skrivnostni sledi (Pet prijateljev)
Na skrivnostni sledi je tretja knjiga iz serije Pet prijateljev avtorice Enid Blyton, ki je prvič izšla leta 1944.

## Vsebina
Julian, Dick, George in Anne ter pes Timmy se odpravijo na poletne počitnice v kraj Kirrin k teti Fanny. Tam je namesto prijazne kuharice Joanne našla službo zoprna gospa Stick, ki je s sabo pripeljala še sina Edgarja, psa Tinkerja, kasneje pa še moža. Ko teta Fanny zboli, otroci pobegnejo na Georgin Kirrinov otok, kjer odkrijejo nezakonite ugrabiteljske posle družine Stick. Vmešajo se v zadevo in Stickovi pristanejo za zapahi, otroci pa rešijo deklico Jennifer Armstrong, ki je iz bogate družine.